# Pterolophia hulstaerti
Pterolophia hulstaerti är en skalbaggsart som beskrevs av Stefan von Breuning 1971. Pterolophia hulstaerti ingår i släktet Pterolophia och familjen långhorningar. Inga underarter finns listade i Catalogue of Life.